# Rajko Kuzmanović
Pour les articles homonymes, voir Kuzmanović.
Rajko Kuzmanović (en serbe cyrillique : Рајко Кузмановић) est un homme politique serbe de Bosnie-Herzégovine né à Čelinac le 1er décembre 1931.
Le 8 décembre 2007, il est élu président de la république serbe de Bosnie et prend ses fonctions le 28 décembre. Il succède au président par intérim Igor Radojičić.
Kuzmanović a gagné les élections contre Ognjen Tadić du Parti démocratique serbe avec 41,33 % des voix.